# Jean de la Haye
 Ikke at forveksle med Johan Heye.
Jean de la Haye (død 11. juli 1676 i Landskrone) var en dansk officer.
En Abraham de la Haye var under Christian IV ingeniør og voldmester ved Københavns Fæstning og er vel fader til Jean de la Haye, hvem vi under Københavns belejring 1659 træffer som kaptajn ved det nyoprettede Livregiment (Fodgarden). Efter i et års tid at have fungeret som kommandant på Christianshavn blev han omkring 1666 major og 1675 oberstløjtnant i Livregimentet og tog med dette ærefuld del i Wismars erobring i december samme år. Da krigen 1676 førtes over til Skåne, var de la Haye med som oberst for 2. Sjællandske Nationalregiment til Fods (forhen Carl Henrich von der Ostens). Natten til 11. juli havde han vagt i løbegravene uden for Landskrone, da de belejrede forsøgte et udfald; de la Haye afslog dette og trængte ind i fæstningen sammen med de flygtende fjender, som trak sig tilbage til citadellet. Dettes overgivelse var nu kun et tidsspørgsmål, men den tapre oberst betalte fæstningens indtagelse med sit liv. De la Haye havde 1659 ægtet Maren (Bruun), datter af den bekendte købmand og borgmester på Christianshavn Jacob Madsen.